# Vert Skateboarding

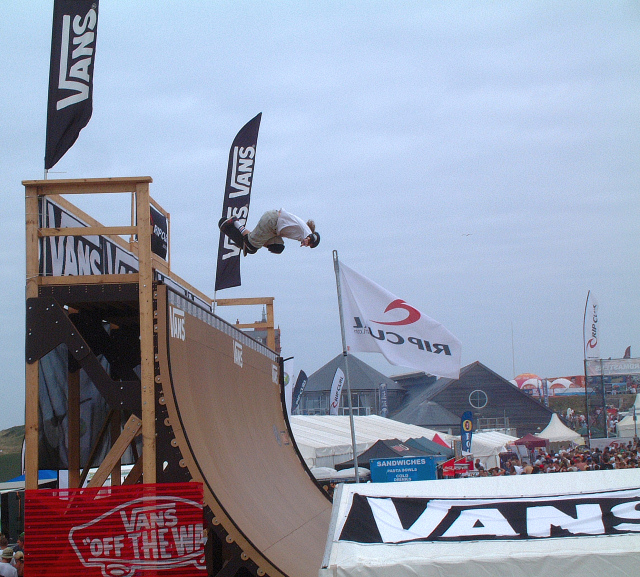
Ein Skateboarder beim Befahren einer Halfpipe

Vert Skateboarding, kurz für vertical Skateboarding, ist das Fahren mit einem Skateboard auf einer Halfpipe, wobei der Skateboarder von der horizontalen Ebene in die vertikale Ebene wechselt, um Skateboard-Tricks auszuführen.

## Geschichte
Das Vertfahren hat seinen Ursprung im „Pool Riding“ – dem Fahren mit dem Skateboard in einem entleerten Schwimmbecken in den 1970er Jahren. Als sich vom allgemeinen Street Skateboarding und gelegentlichem „Pool Riding“ in eigens errichtete Skateparks begeben wurde, wurde das Vert-Skateboarden immer beliebter. Skateboarder begannen, Tricks und Techniken speziell für Vert-Skateboarden zu entwickeln und zu üben.
Vert-Skateboarding wurde zu einem weit verbreiteten Skateboarding-Stil und wurde bei vielen Wettbewerben und Veranstaltungen wie den X-Games und dem Maloof Money Cup als Disziplin eingeführt.
Im Jahr 2008 kündigten ESPN und die Organisatoren der X-Games an, dass das vertikale Skateboarden aus den X-Games-Wettbewerben zugunsten von einem Skatepark-Kurs mit freier Bewegung entfernt wird, auf dem die Teilnehmer zwar weiterhin vertikale Skateboard-Tricks ausführen können, dies aber in Kombination mit anderen Street-Skateboarding-Elementen tun müssen. Nach öffentlicher Verurteilung durch die Profi-Skateboarder Bob Burnquist, Tony Hawk und anderen haben die Organisatoren die Vert-Disziplin wieder eingeführt.
Im Jahr 2011 gab ESPN jedoch bekannt, dass es bei den X-Games keine Vert-Skateboarding-Veranstaltung für Frauen mehr geben würde, da es an einer „wachsenden Teilnehmerbasis, einem etablierten jährlichen Wettkampfplan“ und „unzähligen anderen Faktoren“ fehle. Die Profi-Skateboarderin Lyn-Z Adams Hawkins sagte, diese Entscheidung würde „das Wachstum des Frauen-Vert-Skating, wie wir es kennen, beenden“.
Bei den olympischen Sommerspielen 2020, als das Skateboarden erstmals olympisch wurde, gab es ebenfalls keine Vert-Disziplin, dafür eine Park-Disziplin in Form eines großen Skatepools.

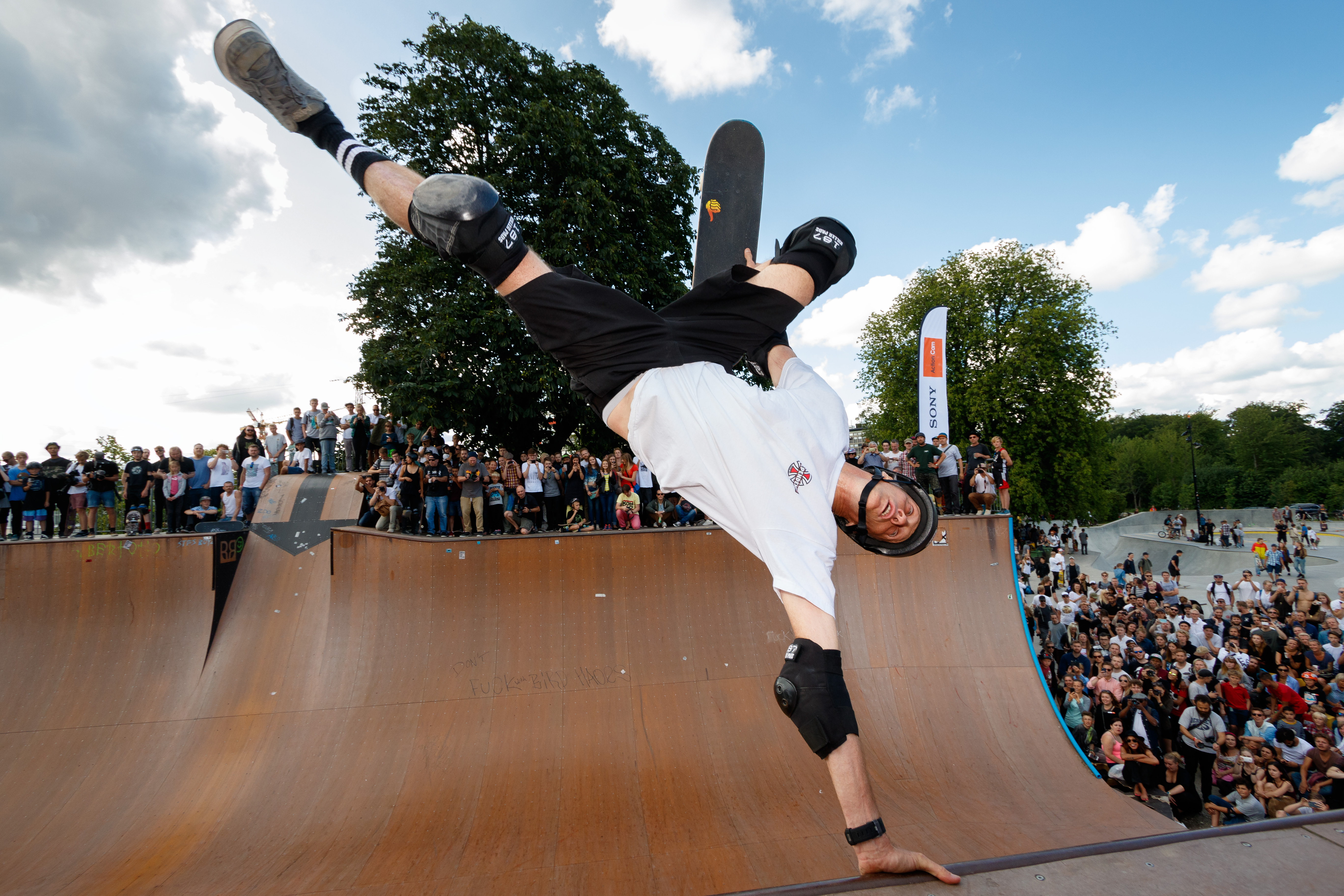
Tony Hawk, ein bekannter Vert-Skateboarder (2015)

## Bekannte Vert-Skateboarder
- Tony Hawk
- Bob Burnquist
- Cara-Beth Burnside
- Lyn-Z Adams Hawkins
- Bucky Lasek
- Steve Caballero
- Lizzie Armanto
- Danny Way

## Skateboard Setup
Beim Vert-Skateboarden stellen die Fahrer ihre Boards in der Regel mit härteren Rollen und breiteren Decks für mehr Stabilität ein.